# Палантай Іван Степанович
Іва́н Степа́нович Паланта́й (справжнє прізвище — Ключников; 24 квітня 1886, село Кокшамари, Російська імперія — 11 червня 1926, Москва) — марійський композитор.

## Життєпис
Народився в селі Кокшамари на березі Великої Кокшаги. В 1909 році закінчив  регентські курси при Казанському музичному училищі. В 1914 - 1915 навчався на регентських курсах при Придворній співочій капелі в Петрограді.
Створив перший професійний марійський хор. З 1919 по 1926 рік ним створено значну кількість хорових творів.
Похований у Москві на Ваганьковському кладовищі, в 1972 році перепохований в Йошкар-Олі на Туруновському кладовищі.

## Творчість
Укладач пісенних збірок «Марійський підручник співу» (1923), «Піонерські пісні» (1926), «Заспіваймо хором» (1926).
Твори: хори, в тому числі «Води течуть», «Гуслі», «На сході сонця».

## Пам'ять
- Іменем Палантая названа вулиця в Йошкар-Олі.
- Ім'я І. С. Палантая носить Музичне училище в Йошкар-Олі.
- На бульварі Чавайна в Йошкар-Олі знаходиться пам'ятник І. С. Ключникову-Палантаю.